# Іке но Тайґа

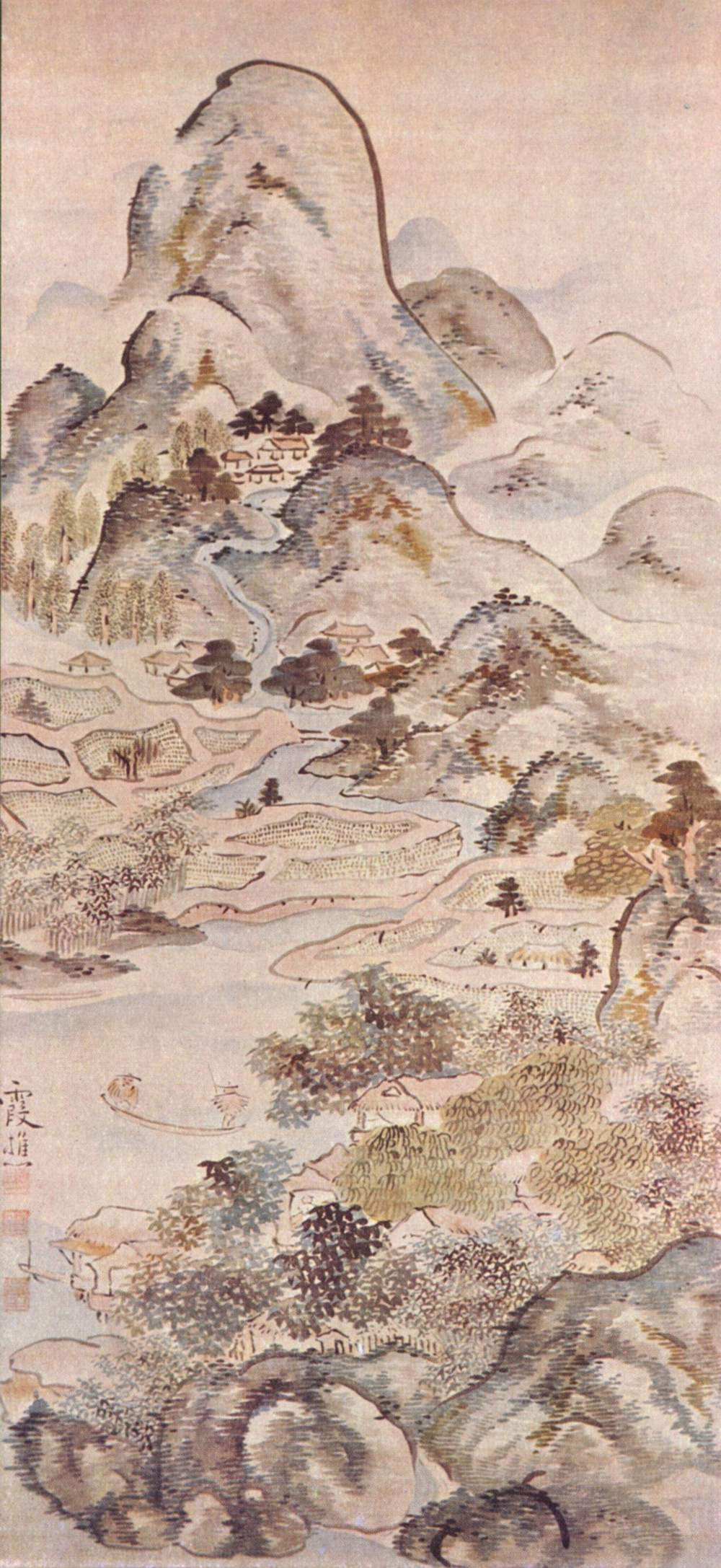
Весняна рибалка

Іке но Тайґа (яп. 池大雅, いけのたいが; *6 червня 1723 ― 30 травня 1776) — японський культурний діяч, художник, каліграф періоду Едо. Представник стилю нан-ґа. Справжнє ім'я — Ікено Сюхей (池野秋平). Мав багато псевдонімів.

## Короткі відомості
Іке но Тайґа народився 6 червня 1723 року в японській столиці Кіото, в родині заможного міщанина, який працював у кіотському монетному дворі. Через передчасну смерть батька, вихованням малолітнього Тайґи займалася мати. Вона віддала семирічного сина на навчання до монастиря Манпукудзі в Удзі. Хлопчик проявив непересічні здібності до малювання, так що настоятель монастиря Кодо Ґентьо і ченці називали його «малим генієм».
Образотворче мистецтво Тайґа опановував самотужки, вивчаючи китайський дереворит. У 15 років він почав заробляти на життя, продаючи ілюстровані ним віяла. Молодий Тайґа проявляв інтерес до китайського живопису, а саме дзенівського стилю малювання нанцзун-хуа (японською — нан-ґа), що був популярним в середовищі східноазійських інтелектуалів. Його картини, виконані у цьому стилі, були схвально оцінені митцем Янаґісавою Кієном. Завдяки цьому Тайґа вперше отримав визнання художника.
У 26 років Тайґа вирушив у подорож Східною і Північною Японією, в ході якої здобув собі славу майстра стилю «пальцевих картин». Він зустрічався із багатьма провідними культурними діячами того часу, такими як Ґіон Нанкай, шліфував фотографічну пам'ять і вдосконалював себе як митець. У 29-річному віці Тайґа став вивчати дзен, обравши собі наставником Хакуїна Ікаку, а згодом 1746 року одружився із дівчиною Маті, донькою кіотського поета Юрі з району Ґіон. Художник активно скуповував нові іноземні картини, що ввозилися в Японію, з метою вивчення і вироблення власного стилю. Після 30 років його вважали першокласним японським спеціалістом з нан-ґа.
Стиль Тайґи був синкретичним: він поєднував у собі прийоми китайської школи живопису нанцзун-хуа із декоративними японськими методами малювання школи Тоса і Рін. Крім цього художник використовував реалістичні прийоми, притаманні європейській традиції живопису. В картинах Тайґи переважають мякі лінії, світлі неяскраві кольори, відчуття глибини. Майстер поетично зобразив японську природу у роботах «Сувій найпрекрасніших пейзажів провінції Муцу» та «Реалістиний пейзаж затоки Кодзіма». Китайські мотиви представлені ним у настінних картинах «Природа і люди», «Павільйон серед природи» та «Красиві пейзажі Сяосяну». Тайґа також малював багато різнотематичних ескізів та замальовок будзін-ґа, найвідоміші містяться у альбомі «Десять зручностей». Окрім картин Тайґа прославився як каліграф. Його стиль письма вважався одним із зразкових в період Едо.
Тайґа виховав велику кількість учнів: Кімура Кенкадо, Аокі Сюкуя, Норо Кайсекі, Куваяма Ґбокусю, та інші. Більшість з них творили у започаткованому їхнім наставником стилі нан-ґа. Окрім них дружина Тайґи також навчалася у свого чоловіка і випускала свої роботи під псевдонімофм Ґьокуран. В оточенні учнів і дружини Іке но Тайґа помер 30 травня 1776 року.
На честь художника споруджено Музей Іке но Тайґи в Кіото.

Павільйон серед природи. Національний скарб Японії.